# Coffee County (Alabama)
Coffee County je okres ve státě Alabama ve Spojených státech amerických. K roku 2010 zde žilo 49 948 obyvatel. Správním městem okresu je Elba. Celková rozloha okresu činí 1 762 km².